# Retrato de Maffeo Barberini
Maffeo Barberini fue uno de los primeros retratos de Caravaggio, en 1598. La obra muestra al poderoso cardenal Maffeo Barberini (futuro papa Urbano VIII), mecenas del pintor y miembro de una ilustre familia romana de la cual salieron muchos pontífices y altos prelados católicos. El cardenal está situado en una pose sencilla y sin tantas complicaciones del Barroco. La luz hace que el cardenal salga de su lienzo y parezca que sobresale ante el espectador.